# カイル・ライト (野球)
カイル・ハーディ・ライト（Kyle Hardy Wright, 1995年10月2日 - ）は、 アメリカ合衆国アラバマ州マディソン郡ハンツビル出身のプロ野球選手（投手）。右投右打。MLBのカンザスシティ・ロイヤルズ所属。

## 経歴

### プロ入りとブレーブス時代

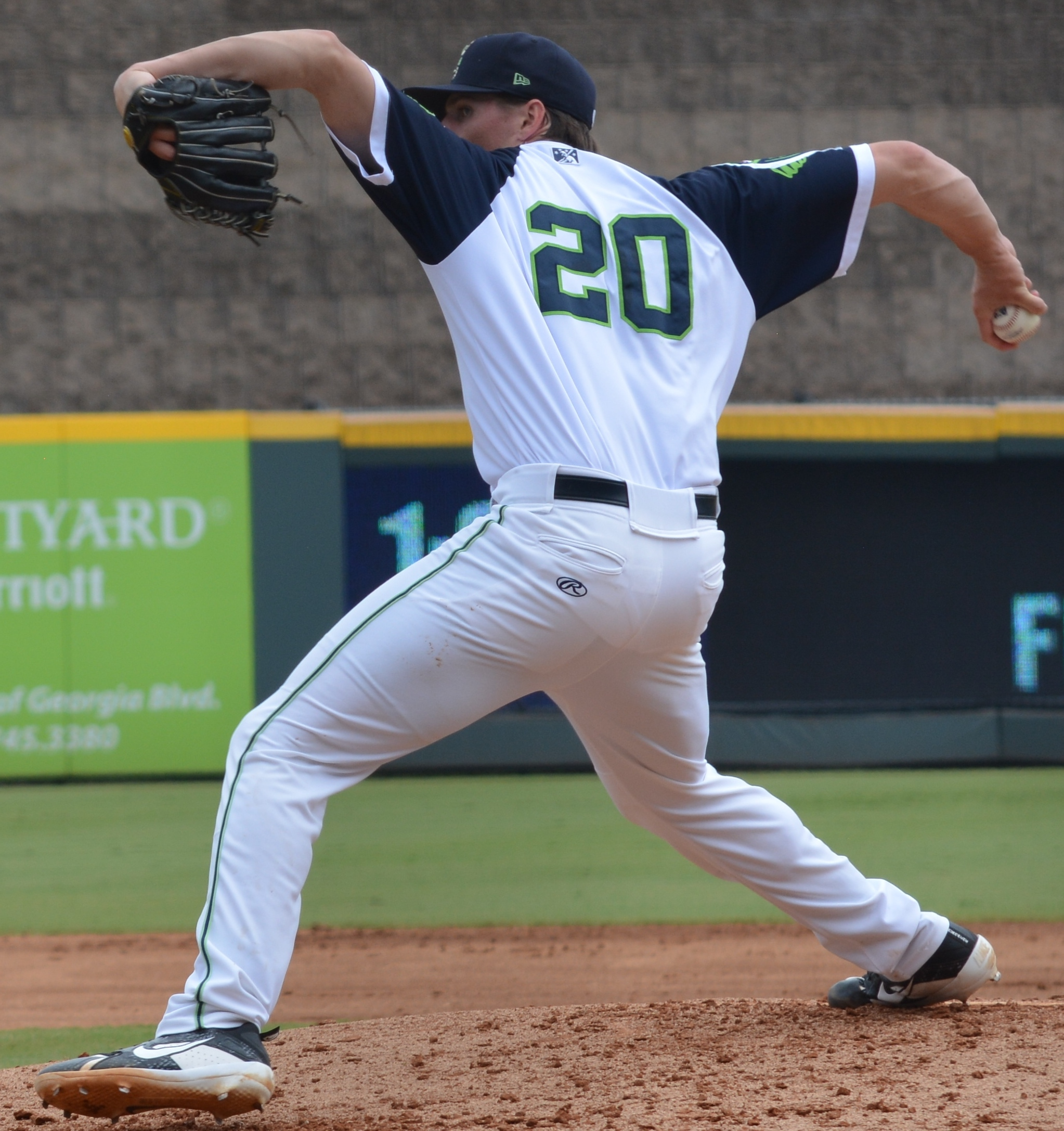
AAA級グウィネット・ストライパーズ時代
（2018年8月19日）

ヴァンダービルト大学時代の2016年には第40回日米大学野球選手権大会にアメリカ合衆国代表として参加した。
2017年のMLBドラフト1巡目（全体5位）でアトランタ・ブレーブスから指名され、プロ入り。契約後、傘下のルーキー級ガルフ・コーストリーグ・ブレーブスでプロデビュー。A+級フロリダ・ファイヤーフロッグスでもプレーし、2球団合計で9試合に先発登板して0勝1敗、防御率2.65、18奪三振を記録した。
2018年にMLB.comが発表したプロスペクトランキングでは25位、ブレーブスの組織内では2位にランクインした。シーズンでは開幕からAA級ミシシッピ・ブレーブスでプレーし、7月にはオールスター・フューチャーズゲームのアメリカ合衆国選抜に選出された。9月1日にメジャー契約を結んでアクティブ・ロースター入りし、4日のボストン・レッドソックス戦でメジャーデビュー（4番手で登板して2回を無失点）。
2021年はチームがワールドシリーズに進出し、ヒューストン・アストロズと対決。11月2日の試合に勝利し、26年ぶり4度目のワールドシリーズ優勝を果たし、自身初めてワールドシリーズ優勝を経験した。
2022年はブレイクを果たし、21勝を記録し、最多勝のタイトルを記録するなど、チームの地区優勝に貢献した。
オフの11月16日に全米野球記者協会（BBWAA）から4位票が1、5位票が1の計3ポイントでサイ・ヤング賞10位となった。
2023年は右肩の故障に悩まされ、7試合の先発登板で1勝3敗、防御率6.97という成績に終わった。オフの10月7日に右肩の手術を行い、翌2024年シーズンは全休となることが濃厚となった。

### ロイヤルズ時代
2023年11月17日にジャクソン・カワーとのトレードでカンザスシティ・ロイヤルズへ移籍した。

## 選手としての特徴
カーブ、スライダーなど4球種を操る実戦型の右腕。本人は「長所はメンタル。チェンジアップが課題」と語っている。速球の最速は2019年に記録した98mph（約157.7km/h）。

## 詳細情報

### 年度別投手成績
| 年 度    | 球 団    | 登 板 | 先 発 | 完 投 | 完 封 | 無 四 球 | 勝 利 | 敗 戦 | セ 丨 ブ | ホ 丨 ル ド | 勝 率 | 打 者 | 投 球 回 | 被 安 打 | 被 本 塁 打 | 与 四 球 | 敬 遠 | 与 死 球 | 奪 三 振 | 暴 投 | ボ 丨 ク | 失 点 | 自 責 点 | 防 御 率 | W H I P |
| -------- | -------- | ----- | ----- | ----- | ----- | -------- | ----- | ----- | -------- | ----------- | ----- | ----- | -------- | -------- | ----------- | -------- | ----- | -------- | -------- | ----- | -------- | ----- | -------- | -------- | ------- |
| 2018     | ATL      | 4     | 0     | 0     | 0     | 0        | 0     | 0     | 0        | 0           | ----  | 28    | 6.0      | 4        | 2           | 6        | 0     | 0        | 5        | 0     | 0        | 3     | 3        | 4.50     | 1.67    |
| 2019     | ATL      | 7     | 4     | 0     | 0     | 0        | 0     | 3     | 0        | 0           | .000  | 93    | 19.2     | 24       | 4           | 13       | 1     | 1        | 18       | 2     | 0        | 19    | 19       | 8.69     | 1.88    |
| 2020     | ATL      | 8     | 8     | 0     | 0     | 0        | 2     | 4     | 0        | 0           | .333  | 168   | 38.0     | 35       | 7           | 24       | 1     | 0        | 30       | 1     | 0        | 23    | 22       | 5.21     | 1.55    |
| 2021     | ATL      | 2     | 2     | 0     | 0     | 0        | 0     | 1     | 0        | 0           | .000  | 35    | 6.1      | 7        | 2           | 5        | 0     | 4        | 6        | 1     | 0        | 7     | 7        | 9.95     | 1.89    |
| 2022     | ATL      | 30    | 30    | 0     | 0     | 0        | 21    | 5     | 0        | 0           | .808  | 738   | 180.1    | 156      | 19          | 53       | 0     | 9        | 174      | 7     | 0        | 67    | 64       | 3.19     | 1.16    |
| 2023     | ATL      | 9     | 7     | 0     | 0     | 0        | 1     | 3     | 0        | 0           | .250  | 155   | 31.0     | 40       | 5           | 17       | 0     | 4        | 34       | 2     | 0        | 26    | 24       | 6.97     | 1.84    |
| MLB：6年 | MLB：6年 | 60    | 51    | 0     | 0     | 0        | 24    | 16    | 0        | 0           | .600  | 1217  | 281.1    | 266      | 39          | 118      | 2     | 18       | 267      | 13    | 0        | 145   | 139      | 4.45     | 1.36    |

- 2024年度シーズン終了時
- 各年度の太字はリーグ最高

### 年度別守備成績
| 年 度 | 球 団 | 投手（P） | 投手（P） | 投手（P） | 投手（P） | 投手（P） | 投手（P） |
| 年 度 | 球 団 | 試 合     | 刺 殺     | 補 殺     | 失 策     | 併 殺     | 守 備 率  |
| ----- | ----- | --------- | --------- | --------- | --------- | --------- | --------- |
| 2018  | ATL   | 4         | 1         | 0         | 0         | 0         | 1.000     |
| 2019  | ATL   | 7         | 1         | 1         | 0         | 0         | 1.000     |
| 2020  | ATL   | 8         | 4         | 3         | 0         | 0         | 1.000     |
| 2021  | ATL   | 2         | 0         | 0         | 0         | 0         | ----      |
| 2022  | ATL   | 30        | 23        | 23        | 0         | 1         | 1.000     |
| 2023  | ATL   | 9         | 3         | 4         | 1         | 1         | .875      |
| MLB   | MLB   | 60        | 32        | 31        | 1         | 2         | .984      |

- 2024年度シーズン終了時
- 各年度の太字はリーグ最高

### タイトル
- 最多勝利：1回（2022年）

### 記録
MiLB
- オールスター・フューチャーズゲーム選出：1回（2018年）

### 背番号
- 73（2018年）
- 65（2019年 - 同年途中）
- 30（2019年途中 - 2023年）

### 代表歴
- 第40回日米大学野球選手権大会 アメリカ合衆国代表（2016年）